# Alain Chevrier
Alain Guy Chevrier (* 23. April 1961 in Cornwall, Ontario) ist ein ehemaliger kanadischer Eishockeytorwart, der von 1985 bis 1991 für die New Jersey Devils, Winnipeg Jets, Chicago Blackhawks, Pittsburgh Penguins und Detroit Red Wings in der National Hockey League spielte.

## Karriere
Chevrier spielte während seiner Juniorenkarriere zunächst für die Cornwall Royals in der Quebec Major Junior Hockey League. Nach einem Wechsel an die Miami University im US-Bundesstaat Ohio reduzierte er sein Augenmerk auf das Eishockey und wollte sich seinem Studium widmen. Bereits nach kurzer Zeit ging er aber für das Universitätsteam in der Central Collegiate Hockey Association auf Eis.
1984 unterschrieb er schließlich seinen ersten Profivertrag bei den Fort Wayne Komets in der International Hockey League. Nach einem ordentlichen Jahr verpflichteten ihn die New Jersey Devils als Free Agent. Mit starken Leistungen in seinem ersten Jahr konnten es sich die Devils leisten, ihren Stammtorwart Glenn Resch abzugeben und auf junge Torhüter wie Craig Billington und Kirk McLean zu bauen. Im Jahr darauf kam auch Karl Friesen als weiterer Back-up Goalie dazu, doch Chevrier war mit 58 Einsätzen die klare Nummer eins. Einen hervorragenden Start hatte er in die Saison 1987/88. Sieben seiner ersten zehn Spiele konnte er im Oktober 1987 gewinnen und wurde damit der erste Spieler in der NHL, der die neu eingeführte Auszeichnung als NHL-Spieler des Monats erhielt.
Zur Saison 1988/89 wechselte er zu den Winnipeg Jets. Schon im Januar folgte der nächste Wechsel. Bis dahin hatte er in seinen 22 Einsätzen für die Jets vier Tore vorbereitet. Sein neuer Klub waren die Chicago Blackhawks. Mit diesem Team spielte er eine starke Playoff-Serie und scheiterte erst im Halbfinale am späteren Stanley-Cup-Sieger, den Calgary Flames. Er hatte Darren Pang als Stammtorwart verdrängt und konnte sich dort anfangs auch gegen den aufstrebenden Ed Belfour durchsetzen. In seiner zweiten Spielzeit hatten die Blackhawks Jacques Cloutier verpflichtet, der Chevrier entbehrlich machte. Zum Ende der Saison wechselte er zu den Pittsburgh Penguins, bei denen er nur zu drei Einsätzen kam.
Die Saison 1990/91 war für ihn die letzte. Er spielte überwiegend für die San Diego Gulls in der IHL, kam aber auch zu drei Einsätzen für die Detroit Red Wings. Ein besonderer statistischer Wert waren sein elf Vorlagen in 234 Spielen.

## Erfolge und Auszeichnungen
- 1987 NHL-Spieler des Monats Oktober